# پرتاب کفش
پرتاب کفش ممکن است به دلایل فرهنگی مختلفی انجام شود.
کفش به عنوان یک وسیله پرتابه در ورزش‌های مردمی و فعالیت‌های فرهنگی استفاده می‌شود. چندین ورزش و بازی در سراسر جهان انجام می‌شود که در آن‌ها شرکت‌کنندگان کفش یا چکمه‌های خود را به سمت اهداف یا تا جایی که می‌توانند پرتاب می‌کنند.
یک جفت کفش بنددار را می‌توان روی کابل‌های بلند مانند سیم‌های تلفن و خطوط برق یا روی شاخه‌های درختان پرتاب کرد تا «درخت کفش» ایجاد شود. در چنین زمینه‌هایی ممکن است به عنوان کفش‌نگاشت یا شوفیتی (به انگلیسی: shoefiti) شناخته شود.
در برخی فرهنگ‌ها، سنت‌هایی وجود دارد که در مراسم عروسی، کفش‌های کهنه را به سمت زوج‌های متأهل پرتاب می‌کنند تا برایشان شانس بیاورند، یا کفش‌ها را از روی شانه پرتاب می‌کنند تا ازدواج آینده را پیش‌بینی کنند.
در بسیاری از فرهنگ‌های عربی، کفش‌ها نجس تلقی می‌شوند و پرتاب کردن آنها به سمت شخص دیگر توهین‌آمیز است.

## پرتاب روی سیم‌ها

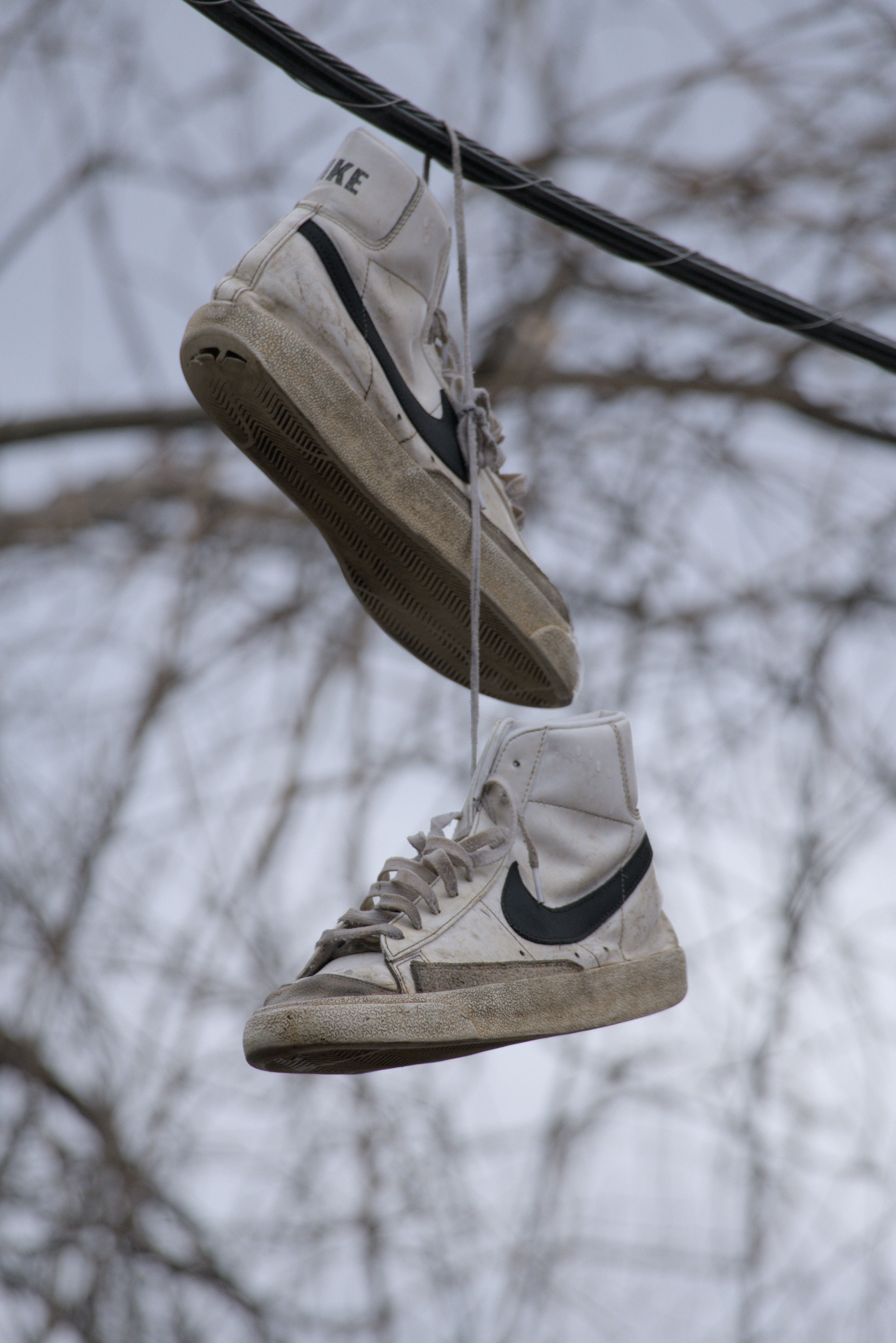
پرتاب کفش‌های نایک به سیم تلفن در شارلوتزویل، ویرجینیا

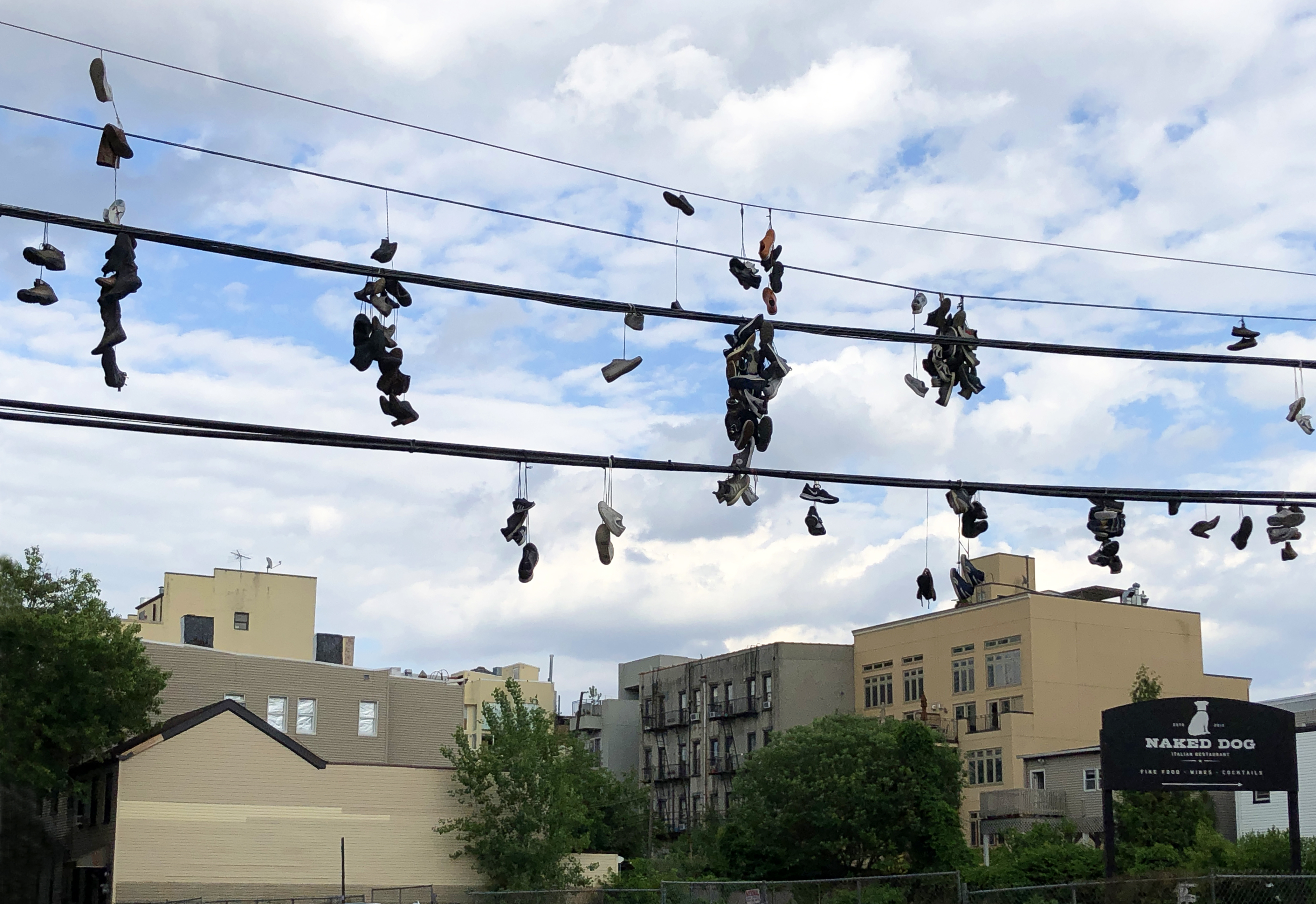
تعداد زیادی کفش روی سیم در گرین‌پوینت، بروکلین در سال ۲۰۲۱

در سراسر آمریکای شمالی، کفش‌ها هم در مناطق روستایی و هم در مناطق شهری روی سیم‌ها پرتاب می‌شوند و معنای درک شده از آنها از منطقه‌ای به منطقه دیگر متفاوت است. اغلب، کفش‌ها کتانی هستند.
تنوع فرهنگی زیادی وجود دارد و تفاوت‌های فراوانی بین مناطق اجتماعی-اقتصادی و گروه‌های سنی وجود دارد. در برخی فرهنگ‌ها، کفش‌ها به عنوان بخشی از یک آیین گذار، مثلاً برای بزرگداشت پایان سال تحصیلی یا ازدواج قریب‌الوقوع، پرتاب می‌شوند.
برخی نظریه‌ها حاکی از آن است که این رسم از اعضای ارتش سرچشمه گرفته است که گفته می‌شود پس از اتمام آموزش‌های اولیه یا هنگام ترک خدمت، چکمه‌های نظامی خود را که اغلب به رنگ نارنجی یا رنگ‌های چشمگیر دیگری رنگ‌آمیزی شده بودند، به عنوان بخشی از مراسم سپری‌شدن به سمت سیم‌های برق هوایی پرتاب می‌کردند. در فیلم «سگ را بجنبان» محصول سال ۱۹۹۷، پرتاب کفش ظاهراً ادای احترامی خودجوش به گروهبان ویلیام شومان، با بازی وودی هارلسون، است که ظاهراً در پشت خطوط دشمن در آلبانی مورد اصابت گلوله قرار گرفته است.
پرتاب کفش می‌تواند نوعی قلدری باشد، که در آن یک قلدر یک جفت کفش را می‌دزدد و آنها را در جایی پرتاب می‌کند که بعید است کسی بتواند آنها را پس بگیرد. پرتاب کردن کفش همچنین به عنوان یک شوخی دستی با افراد مستی که از خواب بیدار می‌شوند و کفش‌هایشان را گم می‌کنند، توضیح داده شده است.

### پیام‌رسانی گروهی
گفته می‌شود که کفش‌های روی سیم تلفن با جرایم سازمان‌یافته مرتبط هستند و نشان‌دهندهٔ محل فعالیت گروه‌های تبهکار و یادبود مرگ یکی از اعضای گروه یا فردی غیر از اعضای گروه که در آن منطقه زندگی می‌کرده، می‌باشند. همچنین شایعه شده است که این کفش‌ها محل معاملات مواد مخدر یا محل فروش کراک در نزدیکی را نشان می‌دهند، که در این صورت می‌توان آنها را «کراک تنیس» نامید.
در خبرنامه‌ای که در سال ۲۰۰۳ از جیمز هان، شهردار سابق لس‌آنجلس، کالیفرنیا، منتشر شد، به ترس بسیاری از ساکنان لس‌آنجلس اشاره شده بود مبنی بر اینکه «این کفش‌ها نشان‌دهنده مکان‌هایی هستند که در آنها مواد مخدر فروخته می‌شود یا بدتر از آن، محل تجمع باندهای تبهکار است» و اینکه کارمندان شهرداری و خدمات شهری برنامه‌ای را برای جمع‌آوری این کفش‌ها آغاز کرده‌اند.
با این حال، تعیین اینکه آیا کفش‌ها توسط اعضای باند و برای اهداف مرتبط با باند قرارداده شده‌اند یا خیر، دشوار است و افسران پلیس در چندین حوزه قضایی معتقدند که این یک افسانه است.
به‌طور قطعی‌تر، یک مطالعه در سال ۲۰۱۵ روی داده‌های پرتاب کفش در شیکاگو نتوانست ارتباط عِلّی بین فروش مواد مخدر و کفش‌پوشی را اثبات کند.

## آداب و رسوم عروسی

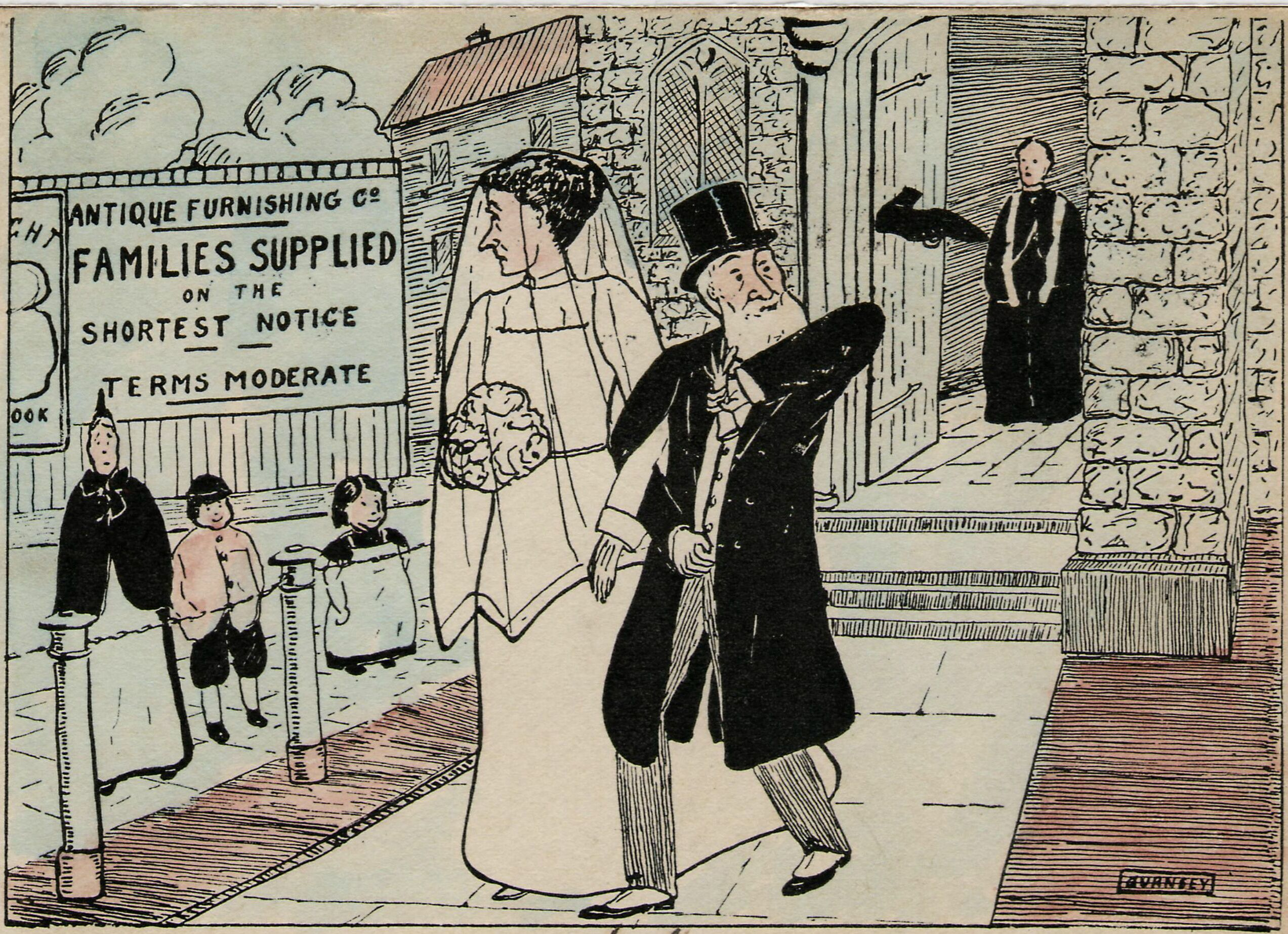
کارت پستال بریتانیایی مربوط به سال ۱۹۰۵ که پرتاب کفش به سمت داماد را نشان می‌دهد

پرتاب کفش در عروسی در چندین فرهنگ یک خرافه است. در انگلستان دوران ویکتوریا، مردم «عروس و دامادی را که ماه عسل خود را آغاز می‌کردند، با کفش‌های کهنه به باد کتک می‌گرفتند» در رمان دیوید کاپرفیلد (۱۸۵۰) اثر چارلز دیکنز، این رسم توسط راوی پس از ازدواجش با دورا اسپنلو ثبت شده است:
وقتی همه بیرون از در شلوغ و پرجنب‌وجوش بودیم، متوجه شدم آقای پگاتی یک کفش کهنه آماده کرده بود که قرار بود برای شانس به دنبال ما پرتاب شود و آن را به همین منظور به خانم گامیج تقدیم کرد.
در سال ۱۸۸۷، مقاله‌ای در نیویورک تایمز منتشر شد که در آن آمده بود: «رسم پرتاب یک یا چند کفش کهنه به دنبال عروس و داماد، چه هنگام رفتن به کلیسا برای ازدواج و چه هنگام آغاز سفر عروسی، آنقدر قدیمی است که خاطره بشر به آغاز آن نمی‌رسد».
پیتر دیچفیلد، در کتاب «رسوم انگلیسی باستان، موجود در زمان حال» (۱۸۹۶)، توضیح می‌دهد: «ما همچنین کفش‌های کهنه را به دنبال افراد جوان متأهل پرتاب می‌کنیم تا آرزوی خوشبختی برای آنها داشته باشیم. احتمالاً این معنای اصلی این رسم نبوده است. پرتاب کفش به دنبال عروس نمادی از انصراف از سلطه و اقتدار بر او توسط پدر یا قیم او بود و دریافت کفش توسط داماد نشانه‌ای بود که اقتدار به او منتقل شده است. در کِنت، کفش توسط ساقدوش اصلی پرتاب می‌شود و دیگران به دنبال آن می‌دوند. فرض بر این است که زنی که آن را به دست آورد، ابتدا ازدواج خواهد کرد. سپس آن را در میان مردان پرتاب می‌کنند و کسی که به آن برخورد می‌کند، اول ازدواج خواهد کرد».
در جمهوری چک، یک سنت عامیانه وجود دارد که در شب کریسمس کفش‌ها را به هوا پرتاب می‌کنند. دختران مجرد کفش‌هایشان را از روی شانه به در خانه می‌اندازند. اگر کفش به سمت بیرون خانه باشد، آنها سال آینده ازدواج خواهند کرد.

## اعتراض
در بسیاری از فرهنگ‌های عربی، نشان دادن کف کفش توهین‌آمیز تلقی می‌شود، زیرا به دلیل تماس با زمین، کفش نجس تلقی می‌شود. حمله به یک فرد با کفش می‌تواند به عنوان «به‌علاوه آسیب توهین هم کردن» تلقی شود.

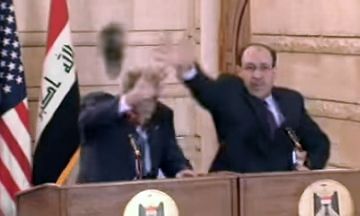
جورج دبلیو بوش، رئیس‌جمهور آمریکا، در حالی که نوری المالکی، نخست‌وزیر عراق، سعی درگرفتن کفش پرتاب شده دارد، جاخالی می‌دهد.

در سال ۲۰۰۸، منتظر الزیدی، روزنامه‌نگار عراقی، به دلیل پرتاب دو کفش به سمت جورج دبلیو بوش، رئیس‌جمهور ایالات متحده، در حالی که رئیس‌جمهور در حال بازدید از بغداد بود، در اعتراض به حمله نظامی آمریکا و اشغال عراق پس از آن، دستگیر شد. الزیدی به عربی فریاد زد: «این از طرف بیوه‌ها، یتیمان و کشته‌شدگان عراق است!» رئیس‌جمهور بوش جاخالی داد و کفش‌ها به او اصابت نکرد.
پرتاب کفش به عنوان توهین محدود به جهان عرب نیست؛ حوادث قابل توجه دیگری نیز افراد مشهور و رهبران جهان از جمله استیو مک‌کارتی، دیوید بکام، لی‌لی آلن و ون جیابائو را درگیر کرده است.

## ورزش و بازی‌ها

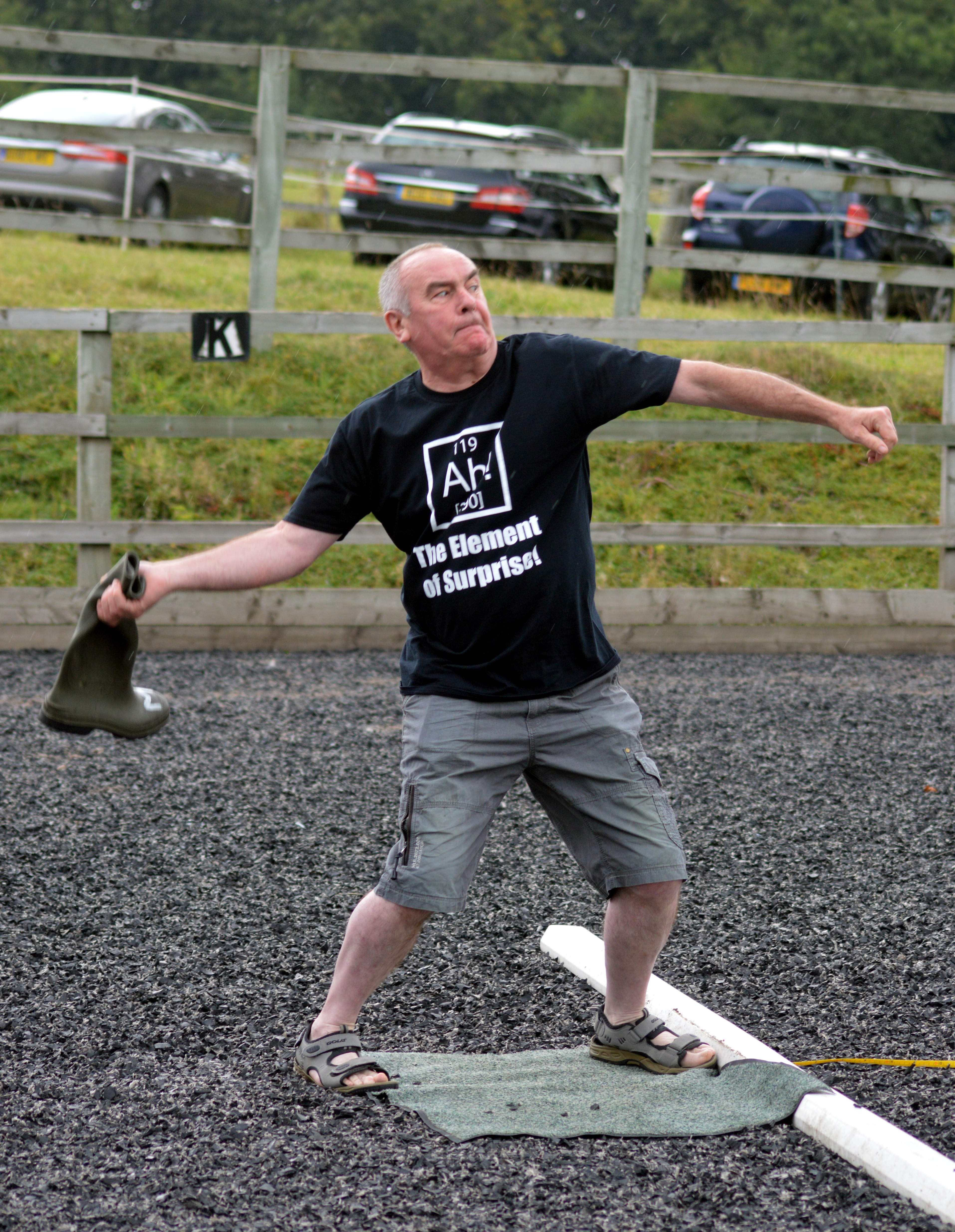
یک رقیب در یک رویداد ورزشی ول وانگینگ

ویلی وانگینگ یا پرتاب چکمه، ورزشی است که در آن از شرکت‌کنندگان خواسته می‌شود چکمه لاستیکی خود را تا حد امکان دور پرتاب کنند. به نظر می‌رسد این ورزش در دهه ۱۹۷۰ در وست کانتری انگلستان آغاز شده و به سرعت به یک فعالیت محبوب در جشن‌های روستایی و رویدادهای جمع‌آوری کمک‌های مالی در سراسر بریتانیا تبدیل شده است. این ورزش اکنون در کشورهای مختلفی از جمله استرالیا، استونی، فنلاند، آلمان، ایرلند، ایتالیا، نیوزیلند و روسیه بازی می‌شود.
کفش‌ها همچنین به اشیاء بسیاری از فعالیت‌ها و بازی‌های گروهی دیگر تبدیل شده‌اند که شامل پرتاب کردن می‌شوند، اما شامل پرتاب کفش بر روی سیم یا شاخه نمی‌شوند.
یک بازی آموزش فیزیکی، شرکت‌کنندگان را به دو گروه تقسیم می‌کند. دو گروه با نشستن موازی با یکدیگر، دو صف ایجاد می‌کنند. سپس شرکت‌کنندگان کفش‌های خود را درمی‌آورند و آنها را به وسط زمین بازی که بین دو گروه قرار دارد، پرتاب می‌کنند. بازی زمانی شروع می‌شود که معلم یا داور اعلام کنند. هدف بازی این است که شرکت‌کنندگان از صف‌های خود بلند شوند و برای پیدا کردن کفش خود به وسط صف بدوند. سپس شرکت‌کنندگان باید کفش‌های خود را دوباره بپوشند و به همان ترتیبی که نشسته بودند، بنشینند. اولین گروهی که همه را به صف برگرداند برنده است.
نمونه دیگری از بازی مبتنی بر کفش، یک فعالیت گروهی کوچک‌تر است که به دو جفت کفش، دو صندلی، دو بطری پلاستیکی و دو شرکت‌کننده نیاز دارد. بطری‌ها در مرکز محوطه بازی قرار می‌گیرند و صندلی‌ها در دو طرف بطری‌ها قرار می‌گیرند، به طوری که محوطه بازی یک خط را تشکیل می‌دهد. دو شرکت‌کننده از وسط کنار بطری‌ها شروع می‌کنند، به سمت صندلی خود می‌دوند، می‌نشینند، کفش‌هایشان را درمی‌آورند و کفش‌هایشان را به سمت بطری‌ها پرتاب می‌کنند. هر کسی که زودتر بطری‌اش را بزند، برنده است.
پرتاب کفش در بازی‌های ویدیویی نیز دیده می‌شود. بازی‌های نیمه مرده (Half Dead) و نیمه مرده ۲ پرتاب کفش را به عنوان یکی از مکانیک‌های اصلی بازی ارائه می‌دهند. این بازی بازیکن را در اتاق‌های مربعی شکلی که از هر طرف درب دارند، گیر می‌اندازد و او را ملزم می‌کند تا اتاق‌های مختلف را کاوش کند تا راه خروج را پیدا کند و فرار کند. با این حال، بیشتر اتاق‌ها تله‌های مرگباری دارند. مکانیک پرتاب کفش به بازیکن اجازه می‌دهد تا تشخیص دهد که آیا اتاقی تله دارد یا خیر. بازیکن یک کفش را به داخل اتاق پرتاب می‌کند و اگر تله‌ای وجود داشته باشد، آن را فعال می‌کند.

## آذین‌بندی

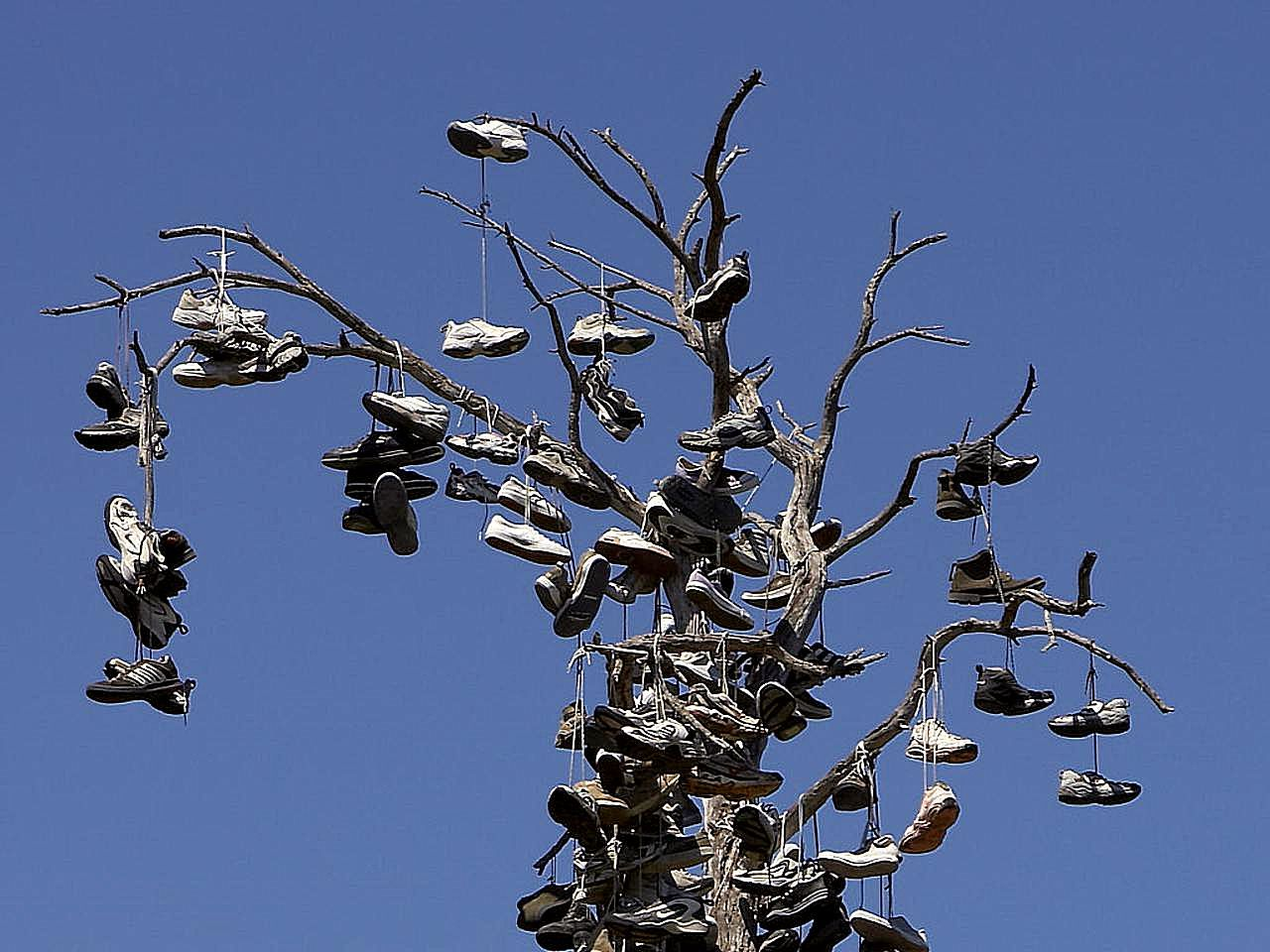
یک درخت کفش در سن دیگو، کالیفرنیا

درخت‌های کفش معمولاً در کنار معابر اصلی محلی قرار دارند و ممکن است یک تِم (مانند کفش‌های پاشنه‌بلند) داشته باشند.